# Усман (емір Валенсії)
Усман (Отман) ібн Абу-Бакр  (араб. عثمان بن محمد العامري; д/н — після 1086) — емір Валенсійської тайфи з травня 1085 до лютого 1086 року.

## Життєпис
Походив з династії Амірідів. Син Абу-Бакра, еміра Валенсії. Про відомостей обмаль. 1085 року після смерті батька посів трон Валенсії. Втім невдовзі після цього імператор Альфонсо VI захопив Толедську тайфу. Поваленому еміру аль-Кадіру він пообіцяв повернути Валенсію, який той втратив 1075 року.
Напочатку 1086 року кастильське військо на чолі із Альваро Фаньєсем рушило до Валенсії. Емір Усман не зміг організувати гідний опір. Вже у лютому його було повалено. Подальша доля невідома.